# فهد بدر
فهد بدر (مواليد 9 مارس 2001، لاعب كرة قدم إماراتي يجيد اللعب كمهاجم مع نادي بني ياس معار من نادي الإمارات ومنتخب الإمارات.

## مسيرة اللاعب
بدأ مع نادي الإمارات و أعير إلى نادي بني ياس في عام 2024.